# محمد نور الدين (لاعب)
 محمد نور الدين مواليد 1984، حارس مرمى كرة قدم عراقي سابق، لعب مع منتخب العراق في دورة الألعاب الآسيوية عام 2006.
لعب أيضاً مع المنتخب الوطني في عام 2006.